# Kalkmagerrasen zwischen Ebertsheim und Grünstadt
Kalkmagerrasen zwischen Ebertsheim und Grünstadt este o arie protejată (arie specială de conservare — SAC, sit de importanță comunitară — SCI) din Germania întinsă pe o suprafață de 394 ha, integral pe uscat.

## Localizare
Centrul sitului Kalkmagerrasen zwischen Ebertsheim und Grünstadt este situat la coordonatele 49°34′12″N 8°07′59″E / 49.57°N 8.1331°E.

## Înființare
Situl Kalkmagerrasen zwischen Ebertsheim und Grünstadt a fost declarat sit de importanță comunitară în mai 2004 pentru a proteja un număr necunoscut de specii din flora spontană și fauna sălbatică aflate în arealul zonei. Situl a fost protejat și ca arie specială de conservare în octombrie 2005.

## Biodiversitate
Situată în ecoregiunea continentală, aria protejată conține 8 habitate naturale: Fânețe de joasă altitudine (Alopecurus pratensis, Sanguisorba officinalis), Mlaștini alcaline, Vegetație psamofilă uscată cu pășuni deschise de Corynephorus și Agrostis, Pajiști carstice calcaroase sau bazofile, de Alysso-Sedion albi, Pajiști uscate seminaturale și facies de acoperire cu tufișuri pe substraturi calcaroase (Festuco-Brometalia) (* situri importante pentru orhidee), Pajiști uscate seminaturale și facies de acoperire cu tufișuri pe substraturi calcaroase (Festuco-Brometalia) (* situri importante pentru orhidee), Pajiști stepice subpanonice, Pajiști cu Molinia pe soluri calcaroase, turboase sau argilos-nămoloase (Molinion caeruleae).
La baza desemnării sitului se află un număr nedeclarat de specii protejate.